# Fairytale Gone Bad
Fairytale Gone Bad is een nummer van de Finse rockband Sunrise Avenue uit 2007. Het is de eerste single van hun debuutalbum On the Way to Wonderland.
Het nummer, dat gaat over een stukgelopen relatie, werd een hit in een aantal Europese landen. In Finland, het thuisland Sunrise Avenue, haalde het de 2e positie. In Nederland haalde het nummer geen hitlijsten, in de Vlaamse Ultratop 50 haalde het de 12e positie.